# Ljubow Iwanowna Nikitenko
Ljubow Iwanowna Nikitenko (russisch Любовь Ивановна Никитенко, engl. Transkription Lyubov Nikitenko, geb. Кононова – Kononowa – Kononova; * 6. Dezember 1948 in Qostanai) ist eine ehemalige sowjetische Hürdenläuferin, die sich auf die 100-Meter-Distanz spezialisiert hatte.
1976 wurde sie bei den Halleneuropameisterschaften in München Sechste über 60 Meter Hürden und erreichte bei den Olympischen Spielen in Montreal das Halbfinale.
1977 siegte sie bei den Halleneuropameisterschaften 1977 in San Sebastián über 60 Meter Hürden und wurde Dritte beim Weltcup in Düsseldorf.
1971, 1973 und 1977 wurde sie sowjetische Meisterin über 100 Meter Hürden im Freien, 1972 und 1976 über 60 Meter Hürden in der Halle.

## Persönliche Bestzeiten
- 60 m Hürden (Halle): 8,14 s, 21. Februar 1976, München
- 100 m Hürden: 12,87 s, 3. September 1977, Düsseldorf